# Barrage Ocoee n°1
Le barrage Ocoee no 1 – en anglais : Ocoee Dam No. 1 – est un barrage hydroélectrique américain dans le comté de Polk, au Tennessee. Situé sur le cours de l'Ocoee, il est à l'origine du lac Ocoee. Construit en 1910-1911, il est inscrit au Registre national des lieux historiques depuis le 5 juillet 1990.